# Gran incendio de Seattle
El Gran Incendio de Seattle fue un incendio que destruyó todo el distrito comercial central de Seattle, Washington, el 6 de junio de 1889. La conflagración duró menos de un día y ardió durante la tarde y la noche, durante el mismo verano que el Gran Incendio de Spokane y el Gran Incendio de Ellensburg. Seattle se reconstruyó rápidamente utilizando edificios de ladrillo de 20 pies (6,1 m) por encima del nivel de la calle original. Su población aumentó durante la reconstrucción, convirtiéndose en la ciudad más grande del recién admitido estado de Washington.

## Seattle temprano

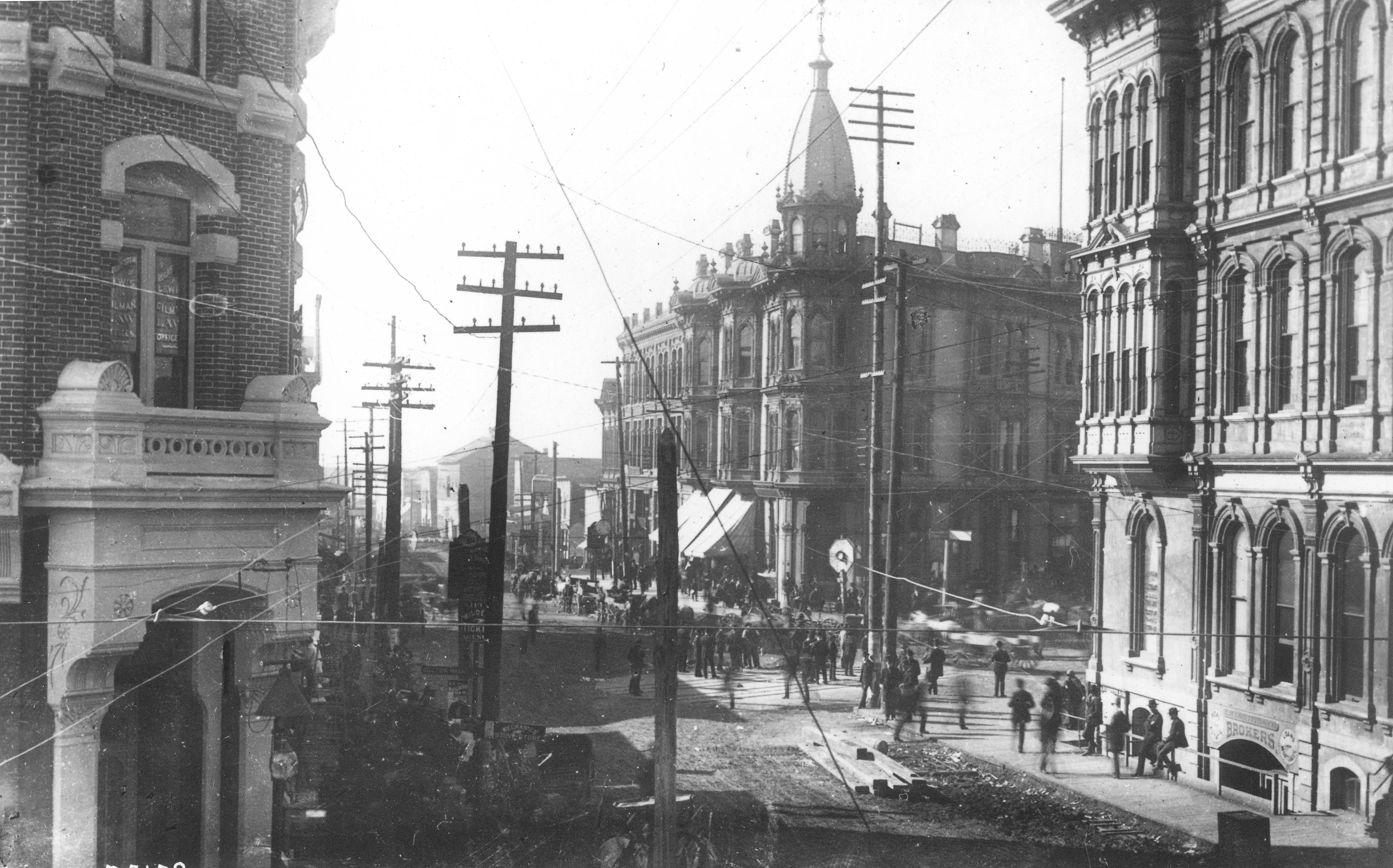
Mirando hacia el oeste por Mill Street (hoy Yesler Way) a través de Front Street (hoy Primera Avenida) el 5 de junio de 1889, un día antes de que este distrito ardiese. Bloque Korn a la izquierda; Edificio Yesler-Leary, centro; Hotel Occidental, a la derecha.

En el otoño de 1851, el Partido Denny llegó a Alki Point en lo que hoy es el estado de Washington. Después de pasar un invierno miserable en las costas occidentales de la Bahía Elliott, el grupo se trasladó a las costas orientales y estableció el asentamiento que se convertiría en Seattle. 
Los primeros años de Seattle estuvieron dominados por la industria maderera. La combinación de una bahía segura y una abundancia de árboles coníferos hizo de Seattle el lugar perfecto para enviar madera a California. En 1852, Henry Yesler inició la construcción del primer molino a vapor en el noroeste del Pacífico.  Debido al fácil acceso a la madera, casi todos los edificios se construyeron con madera asequible pero combustible. Además, debido a que el área estaba al nivel del mar o por debajo de él, la incipiente ciudad era víctima frecuente de inundaciones masivas, lo que requería que los edificios se construyeran sobre pilotes de madera. La ciudad también utilizó troncos desechados apoyados sobre tirantes de madera como tuberías de alcantarillado y agua, lo que aumentó la carga de combustible.

## Eventos del incendio

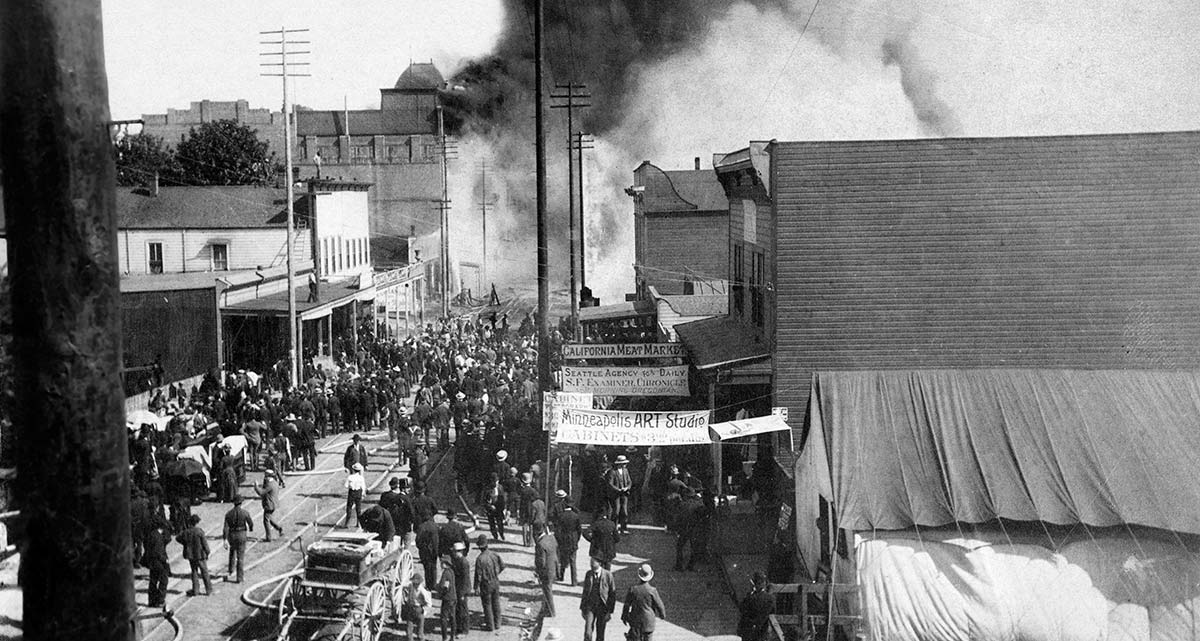
Mirando hacia el sur por 1st Ave. desde Spring St. aproximadamente media hora después de que comenzara el incendio.

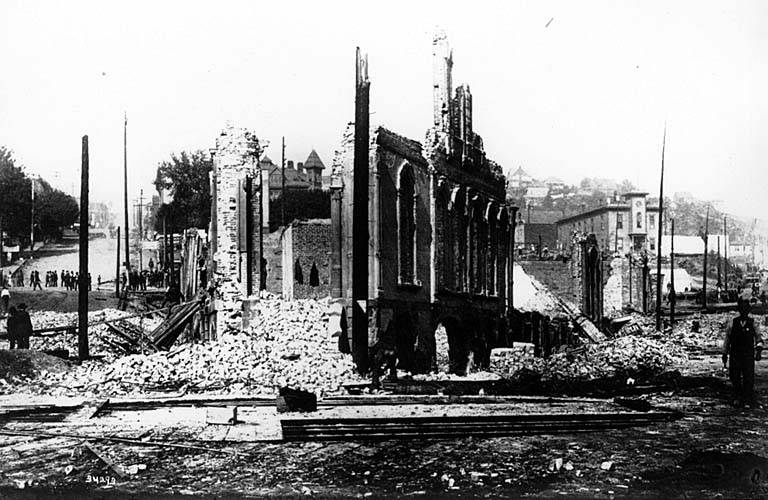
Después del incendio de Seattle del 6 de junio de 1889, mirando hacia el este, hacia las ruinas del Hotel Occidental en la esquina de James St. y Yesler Way.

Aproximadamente a las 2:20 p. m. del 6 de junio de 1889, un recipiente de pegamento volcado accidentalmente en una carpintería provocó el incendio más destructivo en la historia de Seattle.  Al día siguiente, el Seattle Post-Intelligencer, que operaba desde instalaciones temporales tras el incendio, informó incorrectamente que el incidente comenzó en "el taller de pintura de Jim McGough, debajo de la tienda de botas y zapatos de Smith, en la esquina de las calles Front y Madison"., en lo que se conocía como el bloque Denny";  una corrección dos semanas después decía que "en realidad comenzó en la tienda de gabinetes de Clairmont and Company, debajo de la tienda de McGough en el sótano del edificio Pontius", pero el error original se repitió a menudo, incluso en el best seller Seattle de Murray Morgan. libro de historia Skid Road (1951).  John Back, un sueco de 24 años, volcó el bote.  El fuego pronto se extendió a las astillas de madera y la trementina que cubrían el suelo. Back intentó apagar el fuego con agua, lo que sólo sirvió para extenderlo aún más.  El departamento de bomberos llegó a las 2:45, pero en ese momento el área estaba tan llena de humo que no se pudo determinar el origen del incendio. 

### Propagación del fuego
Alimentado por la madera de la tienda y un verano inusualmente seco, el incendio estalló y en poco tiempo devoró toda la manzana. Una licorería cercana explotó y el alcohol avivó las llamas. El fuego se extendió rápidamente hacia el norte hasta el bloque Kenyon y los bloques cercanos Madison y Griffith. Pasarelas de madera llevaron las llamas a través de las calles para encender otras cuadras. 
Una combinación de mala preparación y circunstancias desafortunadas contribuyeron al gran incendio. El suministro de agua de Seattle fue insuficiente para combatir el gigantesco infierno. Las bocas de incendio estaban escasamente ubicadas en cada dos calles, generalmente conectadas a pequeñas tuberías.  Había tantas bocas de riego en uso durante el incendio que la presión del agua era demasiado débil para combatir un incendio tan masivo. Seattle también contó con un departamento de bomberos voluntarios, que fue competente pero inadecuado para extinguir el incendio.

### Magnitud de la destrucción
En la mañana del 7 de junio, el incendio había quemado 25 manzanas de la ciudad, incluido todo el distrito comercial, cuatro de los muelles de la ciudad y sus terminales ferroviarias.  El incendio sería considerado el más destructivo en la historia de Seattle.  A pesar de la destrucción masiva de propiedades, se produjeron pocas muertes o ninguna. Algunos afirman que un joven llamado James Goin murió en el incendio, aunque no se han encontrado registros fiables de esa época.  Sin embargo, hubo muertes durante el proceso de limpieza. Murieron más de 1 millón de roedores.  Las pérdidas totales se estimaron en casi 20 millones de dólares ( 678 millones dólares en dólares 2023). 
Entre las empresas afectadas se encuentran: 
| Compañía              | Daño     | Seguro  |
| --------------------- | -------- | ------- |
| Washington Iron Works | $40,000  | $20,000 |
| Moran Brothers        | $45,000  | $1,000  |
| John Leck, iron works | $12,000  | $1,000  |
| Front Street Cable    | $15,000  |         |
| Gordon Hardware Co.   | $120,000 | $30,000 |
| Seattle Hardware Co.  | $40,000  | $30,000 |

## Reconstrucción y recuperación

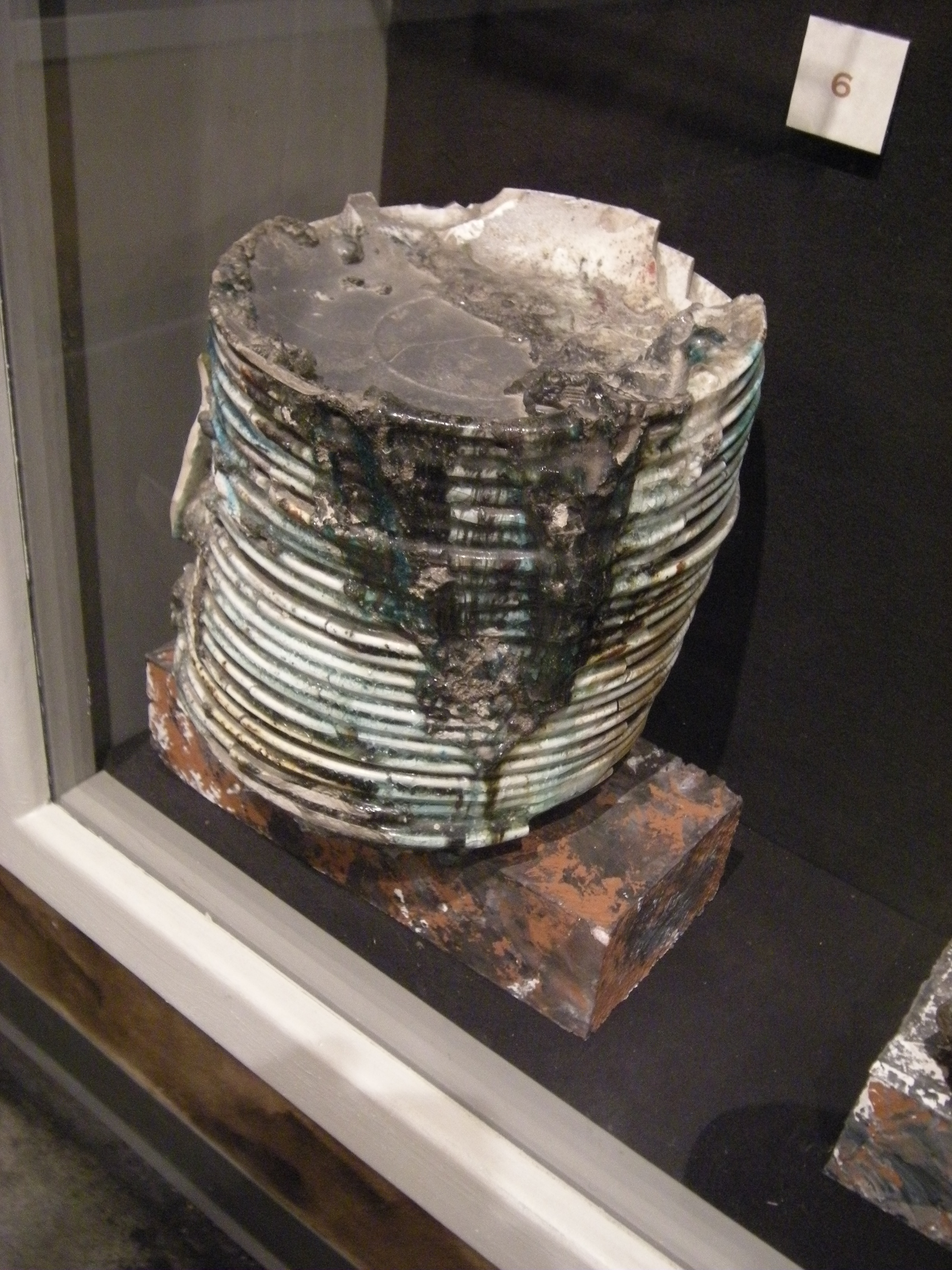
Esta pila de platos fusionados por el fuego se exhibe en el Museo de Historia e Industria de Seattle.

A pesar de la magnitud de la destrucción, los esfuerzos de reconstrucción comenzaron rápidamente. En lugar de empezar de nuevo en otro lugar, los ciudadanos de Seattle decidieron reconstruir. Seattle se reconstruyó rápidamente a partir de las cenizas y el incendio mató a muchas ratas y otras alimañas, eliminando así los problemas de roedores de la ciudad. Una nueva ordenanza de construcción resultó en un centro de edificios de ladrillo y piedra, en lugar de madera.
En el año siguiente al incendio, la población de Seattle creció entre 20.000 y 40.000 habitantes gracias a la afluencia de personas que ayudaron a recrear la ciudad.  Llegaron suministros y fondos de toda la costa oeste para apoyar el esfuerzo de ayuda. El aumento de población convirtió a Seattle en la ciudad más grande de Washington, lo que la convirtió en un importante candidato para convertirse en la terminal del Great Northern Railway. 

### Reforma posterior al incendio
Seattle hizo muchas mejoras en respuesta al incendio. El Departamento de Bomberos de Seattle se estableció oficialmente cuatro meses después para reemplazar una organización de voluntarios con una fuerza remunerada que contaba con nuevas estaciones de bomberos y un nuevo jefe. La ciudad tomó el control del suministro de agua, aumentando el número de hidrantes y añadiendo tuberías más grandes.  La llegada de edificios de ladrillo al centro de Seattle fue una de las muchas mejoras arquitectónicas que realizó la ciudad tras el incendio. Las nuevas ordenanzas de la ciudad establecieron estándares para el espesor de los muros y exigieron "muros divisorios" entre los edificios.  Estos cambios se convirtieron en características principales de la construcción posterior al incendio y todavía son visibles hoy en el distrito Pioneer Square de Seattle, la ubicación actual del incendio. En Pioneer Square, también hay visitas guiadas disponibles para los clientes que pagan. También en este lugar, los visitantes pueden recorrer el metro de Seattle, donde pueden visitar el nivel de la calle original (ahora nivel del sótano) de los edificios y escaparates que se construyeron después del incendio.

## Otras lecturas
- Andrews, Mildred Tanner, editor, Pioneer Square: Seattle's Oldest Neighborhood, University of Washington Press, Seattle and London 2005.
- Buerge, David, Seattle in the 1880s, Historical Society of Seattle and King County, Seattle 1986, pp. 108–115.
- Ochsner, Jeffrey Karl, and Andersen, Dennis Alan, "After the Fire: The Influence of H. H. Richardson on the Rebuilding of Seattle, 1889–1894," Columbia 17 (Spring 2003), pp. 7–15.
- Ochsner, Jeffrey Karl, and Andersen, Dennis Alan, Distant Corner: Seattle Architects and the Legacy of H.H.Richardson, University of Washington Press, Seattle and London 2003.
- Ochsner, Jeffrey Karl, and Andersen, Dennis Alan, "Meeting the Danger of Fire: Design and Construction in Seattle after 1889." Pacific Northwest Quarterly 93 (Summer 2002), pp. 115–126.
- Warren, James R., The Day Seattle Burned: June 6, 1889, Seattle 1989.